# Лекова къща
Лековата къща е възрожденска къща в Панагюрище, паметник на културата от национално значение.
Построена е след Кримската война за Иван Леков – търговец и революционер, участник в Априлското въстание. Изографисана е през 1873 г.
Използва се за посрещане на гости. Къщата е посещавана от Васил Левски, а след заседанията на Оборище в нея отсяда комисията, избрана от Оборищенското събрание, свикано през април 1876 г.
Стенописната украса отвътре и отвън на къщата е изпълнена от местния майстор Иван Зографов. Те показват местата, които е посещавал Иван Леков. В салона ѝ е изрисувано „Колелото на живота“, отразяващо характерната за епохата житейска философия.
Лековата къща е възпята от поета Пенчо Славейков в поемата „Кървава песен“. Реставрирана е през 2004 г. Паметник е на възрожденската архитектура.

## Галерия
- Колелото на живота
- Алафранга